# RK Spačva Vinkovci
Maillots
Le RK Spačva Vinkovci est un club de handball, situé à Vinkovci en Croatie, évoluant en Premijer Liga.

## Historique
- 1972: Fondation du RK Lokomotiva
- 1993: Le RK Lokomotiva devient le Croatia koja.
- 1994: Le Croatia koja devient le Brajko.
- 1995: Le Brajko devient le RK Novoselac.
- 2004: Le RK Novoselac devient le RK Spačva Vinkovci.
- 2012: Le club accède à la Premijer Liga.
- 2012: Le club termine huitième de la Premijer Liga.
- 2013: Le club termine onzième de la Premijer Liga.
- 2014: Le club termine huitième de la Premijer Liga.

### Anciens noms
- 1972-1993: RK Lokomotiva
- 1993-1994: Croatia koja
- 1994-1995: Brajko
- 1995-2004: RK Novoselac